# Alexandr Shushemoin
Alexandr Shushemoin, ou Aleksandr Aleksandrovitch Chouchemoïne  - en russe : Александр Александрович Шушемоин - (né le 23 février 1987) est un coureur cycliste kazakh, actif entre 2008 et 2017.

## Biographie
Alexandr Shushemoinest à partir de 2006 représentant de son équipe nationale. Il participe à la course à étapes russe, Way to Pekin. Il y remporte le prologue et est ainsi le premier leader du classement général. Mais ne pouvant compter que sur lui-même, il perd le maillot à l'issue de la première étape en ligne. Il se distingue à nouveau lors de la cinquième étape à Irkoutsk, puisqu'il prend la seconde place.
Il passe professionnel[réf. nécessaire] deux ans plus tard dans l'équipe kazakhe Ulan. Il a pour rôle d'épauler ses leaders, Simas Kondrotas et Valentin Iglinskiy. Il est à l'origine de la victoire de Kondrotas lors des Cinq anneaux de Moscou après avoir imposé un rythme très élevé dans les derniers kilomètres. À la fin de l'année, il apprend que son équipe est dissoute. Déçu, il ne parvient cependant pas à trouver d'équipe. Il doit alors, tout comme son ex-coéquipier chez Ulan, Ruslan Tleubayev, courir sous les couleurs de l'équipe nationale.
Il reprend alors un rôle de leader dans son "équipe", et termine à la septième position du The Paths of King Nikola, course à étapes au Monténégro. Il enchaîne avec le Tour du Japon, qu'il achève à la cinquième place, à deux minutes du vainqueur Sergio Pardilla.
En 2010, toujours sans équipe, il s'inscrit au Tour de Langkawi. Sixième de la 6e étape, il obtient la 7e place du général qu'il garde jusqu'à l'arrivée finale. Il participe en avril à la course qu'il a pointée comme objectif principal : les championnats d'Asie sur route. Mais il finit neuvième à plus d'une minute de Mahdi Sohrabi, le vainqueur final. Il revient une année de plus disputer The Paths of King Nikola, qu'il achève à la 5e place. Après des championnats d'Asie manqués, il prend part au Tour du Japon. Il y prend la troisième marche du podium de l'étape menant à Fuji et c'est à cette même place qu'il clôture son classement général.

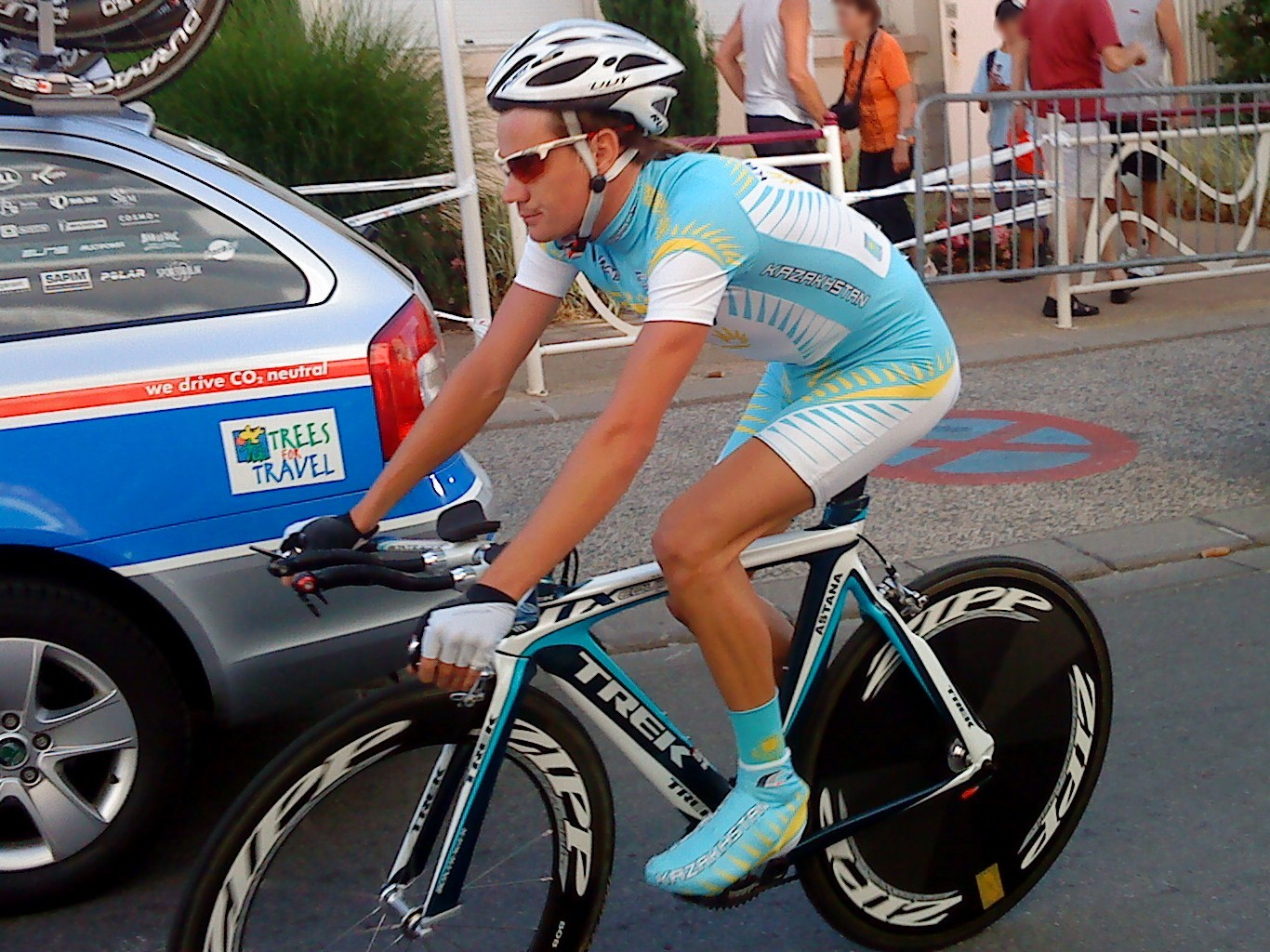
Alexandre Shushemoin lors du prologue du Tour de l'Ain 2010..

Après avoir terminé, toujours sans employeur, deuxième du championnat national sur route en 2011, il se voit offrir un contrat en tant que stagiaire dans l'équipe Astana, tout comme son coéquipier, Ruslan Tleubayev.
Non conservé par Astana à l'issue de la saison. Il signe néanmoins pour la nouvelle équipe réserve d'Astana : Astana Continental. Dans cette nouvelle équipe, il en est l'un des capitaines de routes. Après deux saisons dans cette structure, il rejoint la nouvelle équipe Vino 4-ever pour la saison 2014.
Cette année-là, il frôle la victoire lors du Championnat du Kazakhstan sur route où il est seulement battu par Ilya Davidenok. L'année suivante, toujours dans la même équipe il remporte pour la première fois de sa carrière une course UCI. En effet, il s'impose en solitaire sur la première étape du Tour d'Iran - Azerbaïdjan.
En 2018, il arrête sa carrière et entre dans le staff de Vino Astana Motors.

## Palmarès
- 2006
  - Prologue du Way to Pekin
- 2010
  - 2e de la Gara Ciclistica Montappone
  - 3e du Tour du Japon
- 2011
  - 2e du championnat du Kazakhstan sur route
- 2014
  - 2e du championnat du Kazakhstan sur route
- 2015
  - 1re étape du Tour d'Iran - Azerbaïdjan
- 2016
  - 2e du championnat du Kazakhstan sur route
  - 2e du Tour de Szeklerland

## Classements mondiaux
| Année           | 2006 | 2007 | 2008 | 2009  | 2010 | 2011 | 2012 | 2013  | 2014 |
| --------------- | ---- | ---- | ---- | ----- | ---- | ---- | ---- | ----- | ---- |
| UCI Asia Tour   |      |      |      |       | 41e  | 98e  | 343e | 165e  | 128e |
| UCI Europe Tour | 710e |      |      | 1037e | 383e |      | 846e | 1120e | 620e |